# Bernd Flach-Wilken
Bernd Flach-Wilken (* 31. Juli 1952) ist ein deutscher Amateurastronom.
Wilken beschäftigt sich seit seiner frühesten Jugend mit der Astronomie und leistete auf dem Gebiet der analogen und digitalen Fotografie des Sternenhimmels hervorragende Arbeit.
2002 erhielt Wilken die VdS-Medaille der Vereinigung der Sternfreunde für seine Arbeit auf dem Gebiet der Astrofotografie.